# Lijst van rijksmonumenten in Renswoude
De plaats Renswoude telt 52 inschrijvingen in het rijksmonumentenregister, hieronder een overzicht. 
| Object                                                                     | Oorspronkelijke functie?  | Bouwjaar                           | Architect                                               | Locatie              | Coördinaten?                 | Nr.?   | Afbeelding                                                               |
| -------------------------------------------------------------------------- | ------------------------- | ---------------------------------- | ------------------------------------------------------- | -------------------- | ---------------------------- | ------ | ------------------------------------------------------------------------ |
| Huize Nooit Gedacht                                                        | Woonhuis                  | 1728                               |                                                         | Dorpsstraat 65       | 52° 4' 24" NB, 5° 32' 26" OL | 32442  | Meer afbeeldingen                                                        |
| Gemeentehuis                                                               | Kerkelijke dienstwoning   |                                    |                                                         | Dorpsstraat 4        | 52° 4' 18" NB, 5° 32' 48" OL | 32443  | Meer afbeeldingen                                                        |
| Behorende tot serie van 5 blokken van dienstwoningen                       | Dienstwoning              | 1780 (ankers)                      |                                                         | Dorpsstraat 16,18    | 52° 4' 20" NB, 5° 32' 43" OL | 32444  | Meer afbeeldingen                                                        |
| Behorende tot serie van 5 blokken van dienstwoningen                       | Dienstwoning              | 1779 (ankers)                      |                                                         | Dorpsstraat 20,22,24 | 52° 4' 20" NB, 5° 32' 42" OL | 32445  | Meer afbeeldingen                                                        |
| Behorende tot serie van 5 blokken van dienstwoningen                       | Woonhuis                  | 1775 (ankers) 1775 (ankers)        |                                                         | Dorpsstraat 26       | 52° 4' 20" NB, 5° 32' 42" OL | 32446  | Meer afbeeldingen                                                        |
| Behorende tot serie van 5 blokken van dienstwoningen                       | Dienstwoning              | 1779 (ankers)                      |                                                         | Dorpsstraat 28,30,32 | 52° 4' 21" NB, 5° 32' 41" OL | 32447  | Meer afbeeldingen                                                        |
| Behorende tot serie van 5 blokken van dienstwoningen                       | Dienstwoning              | 1773 (ankers)                      |                                                         | Dorpsstraat 34,36,38 | 52° 4' 21" NB, 5° 32' 40" OL | 32448  | Meer afbeeldingen                                                        |
| Boerderijtje, langhuis                                                     | Boerderij                 | 1775                               |                                                         | Dorpsstraat 40       | 52° 4' 21" NB, 5° 32' 39" OL | 32449  | Meer afbeeldingen                                                        |
| Nederlands Hervormde Kerk                                                  | Kerk en kerkonderdeel     | 1639-1641                          | Ghijsbert Theunisz. van Vianen/ Peter Jansz. van Cooten | Kerkstraat 3         | 52° 4' 19" NB, 5° 32' 32" OL | 32450  | Meer afbeeldingen                                                        |
| Kasteel Renswoude: hoofdonderdeel                                          | Kasteel, buitenplaats     | 1654                               | Ghijsbert Theunisz. van Vianen/ Peter Jansz. van Cooten | Dorpsstraat 3        | 52° 4' 14" NB, 5° 32' 40" OL | 509374 | Meer afbeeldingen                                                        |
| Kasteel Renswoude: historische tuin- en parkaanleg                         | Tuin, park en plantsoen   | 1810-1818                          | J.D. Zocher                                             | Dorpsstraat 3        | 52° 4' 15" NB, 5° 32' 57" OL | 509376 | Meer afbeeldingen                                                        |
| Kasteel Renswoude: bouwhuis noord                                          | Bijgebouwen kastelen enz. | 1654                               |                                                         | Dorpsstraat 7        | 52° 4' 15" NB, 5° 32' 42" OL | 509377 | Meer afbeeldingen                                                        |
| Kasteel Renswoude: bouwhuis zuid                                           | Bijgebouwen kastelen enz. | 1654                               |                                                         | Dorpsstraat 5        | 52° 4' 15" NB, 5° 32' 41" OL | 509378 | Meer afbeeldingen                                                        |
| Kasteel Renswoude: duiventoren                                             | Bijgebouwen kastelen enz. | 1700                               |                                                         | Dorpsstraat bij 3    | 52° 4' 14" NB, 5° 32' 40" OL | 509379 | Meer afbeeldingen                                                        |
| Kasteel Renswoude: langhuisboerderij met bakhuis                           | Bijgebouwen kastelen enz. | 1866                               |                                                         | Dorpsstraat 1        | 52° 4' 11" NB, 5° 32' 51" OL | 509380 | Meer afbeeldingen                                                        |
| Kasteel Renswoude: timmerschuur                                            | Bijgebouwen kastelen enz. | 1825-1830                          |                                                         | Dorpsstraat 1A       | 52° 4' 9" NB, 5° 32' 56" OL  | 509381 | Meer afbeeldingen                                                        |
| Kasteel Renswoude: prieel                                                  | Bijgebouwen kastelen enz. | 1860                               |                                                         | Dorpsstraat 3A       | 52° 4' 14" NB, 5° 32' 40" OL | 509382 | Meer afbeeldingen                                                        |
| Kasteel Renswoude: tuinmuur                                                | Bijgebouwen kastelen enz. | 1800                               |                                                         | Dorpsstraat bij 3    | 52° 4' 9" NB, 5° 32' 54" OL  | 509383 | Meer afbeeldingen                                                        |
| Kasteel Renswoude: twee tuinvazen bij toegangshek                          | Tuin, park en plantsoen   | vroeg 18e eeuw                     |                                                         | Dorpsstraat bij 3    | 52° 4' 14" NB, 5° 32' 40" OL | 509384 | Meer afbeeldingen                                                        |
| Kasteel Renswoude: twee tuinvazen bij bordestrap                           | Tuin, park en plantsoen   | vroeg 18e eeuw                     |                                                         | Dorpsstraat bij 3    | 52° 4' 14" NB, 5° 32' 40" OL | 509385 | Meer afbeeldingen                                                        |
| Kasteel Renswoude: drie tuinbanken                                         | Tuin, park en plantsoen   | 1900                               |                                                         | Dorpsstraat bij 3    | 52° 4' 9" NB, 5° 32' 39" OL  | 509386 | Meer afbeeldingen                                                        |
| Kasteel Renswoude: twee sokkels met ronde bollen                           | Tuin, park en plantsoen   | vroeg 18e eeuw                     |                                                         | Dorpsstraat bij 3    | 52° 4' 9" NB, 5° 32' 39" OL  | 509387 | Meer afbeeldingen                                                        |
| Kasteel Renswoude: vijf sokkels met ronde bollen                           | Tuin, park en plantsoen   | vroeg 18e eeuw                     |                                                         | Dorpsstraat bij 3    | 52° 4' 14" NB, 5° 32' 40" OL | 509388 | Meer afbeeldingen                                                        |
| Kasteel Renswoude: vijf tuinvazen                                          | Tuin, park en plantsoen   | 18e eeuw                           |                                                         | Dorpsstraat bij 3    | 52° 4' 14" NB, 5° 32' 40" OL | 509389 | Meer afbeeldingen                                                        |
| Kasteel Renswoude: twee tuinvazen                                          | Tuin, park en plantsoen   | laat 17e eeuw                      |                                                         | Dorpsstraat bij 3    | 52° 4' 14" NB, 5° 32' 40" OL | 509390 | Meer afbeeldingen                                                        |
| Kasteel Renswoude: zes bustes                                              | Tuin, park en plantsoen   | 1700                               |                                                         | Dorpsstraat bij 3    | 52° 4' 14" NB, 5° 32' 40" OL | 509391 | Meer afbeeldingen                                                        |
| Kasteel Renswoude: brug                                                    | Tuin, park en plantsoen   | 19e eeuw (brug) 18e eeuw (leuning) |                                                         | Dorpsstraat bij 3    | 52° 4' 14" NB, 5° 32' 40" OL | 509392 | Meer afbeeldingen                                                        |
| Kasteel Renswoude: toegangshek op voorplein                                | Tuin, park en plantsoen   | vroeg 18e eeuw                     |                                                         | Dorpsstraat bij 3    | 52° 4' 14" NB, 5° 32' 40" OL | 509393 | Meer afbeeldingen                                                        |
| Kasteel Renswoude: toegangshek noord                                       | Tuin, park en plantsoen   | 19e eeuw                           |                                                         | Dorpsstraat bij 3    | 52° 4' 14" NB, 5° 32' 40" OL | 509394 | Meer afbeeldingen                                                        |
| Kasteel Renswoude: toegangshek zuid                                        | Tuin, park en plantsoen   | 19e eeuw                           |                                                         | Dorpsstraat bij 3    | 52° 4' 9" NB, 5° 32' 32" OL  | 509395 | Meer afbeeldingen                                                        |
| Kasteel Renswoude: schoorsteen in kinderspeelhuisje                        | Bijgebouwen kastelen enz. | 1860                               |                                                         | Dorpsstraat bij 3    | 52° 4' 14" NB, 5° 32' 40" OL | 509396 | Meer afbeeldingen                                                        |
| Kasteel Renswoude: twee kanonlopen                                         | Tuin, park en plantsoen   | 17e eeuw                           |                                                         | Dorpsstraat bij 3    | 52° 4' 14" NB, 5° 32' 40" OL | 509397 | Upload foto                                                              |
| Schaapskooi, van oorsprong behorend bij de boerderij 'Groot wolfswinkel'   | Boerderij                 | 1850-1900                          |                                                         | Utrechtseweg bij 1   | 52° 4' 32" NB, 5° 31' 41" OL | 519256 | Schaapskooi, van oorsprong behorend bij de boerderij 'Groot wolfswinkel' |
| Groeperkade                                                                | Fort, vesting en -onderdl | 1745-1746                          |                                                         | Groeperkade          | 52° 3' 3" NB, 5° 30' 24" OL  | 528601 | Groeperkade                                                              |
| Werk aan de Engelaar                                                       | Fort, vesting en -onderdl | 1799                               |                                                         | Groeperkade          | 52° 4' 10" NB, 5° 30' 57" OL | 528602 | Meer afbeeldingen                                                        |
| Damsluis bij Werk aan de Engelaar                                          | Fort, vesting en -onderdl | 1865                               |                                                         | Groeperkade          | 52° 4' 12" NB, 5° 30' 59" OL | 528603 | Damsluis bij Werk aan de Engelaar                                        |
| Werk aan de Daatselaar                                                     | Fort, vesting en -onderdl | 1799                               |                                                         | Daatselaarseweg      | 52° 5' 10" NB, 5° 33' 21" OL | 528605 | Meer afbeeldingen                                                        |
| Damsluis bij Werk aan de Daatselaar                                        | Fort, vesting en -onderdl | 1766                               |                                                         | Daatselaarseweg      | 52° 5' 10" NB, 5° 33' 21" OL | 528606 | Meer afbeeldingen                                                        |
| Coupureafsluiting in de Slaperdijk                                         | Fort, vesting en -onderdl | 1652-1853                          |                                                         | Arnhemseweg          | 52° 3' 32" NB, 5° 33' 34" OL | 528608 | Coupureafsluiting in de Slaperdijk                                       |
| Batterij aan de Schalmdijk                                                 | Fort, vesting en -onderdl | 1786                               |                                                         | De Schalm            | 52° 3' 7" NB, 5° 32' 40" OL  | 528611 | Batterij aan de Schalmdijk                                               |
| Slaperdijk                                                                 | Fort, vesting en -onderdl | 1652-1653                          |                                                         | Slaperdijk           | 52° 4' 7" NB, 5° 33' 38" OL  | 528612 | Slaperdijk                                                               |
| Kazemat GL135 Batterij op de Schalm                                        | Kazemat                   | 1939-1940                          |                                                         | De Schalm            | 52° 3' 9" NB, 5° 32' 42" OL  | 528613 | Kazemat GL135 Batterij op de Schalm                                      |
| Linie van Juffrouwwijk                                                     | Fort, vesting en -onderdl | 1799                               |                                                         | De Schalm            | 52° 2' 58" NB, 5° 32' 34" OL | 528615 | Meer afbeeldingen                                                        |
| Juffersluis                                                                | Waterkering en -doorlaat  | 1851                               |                                                         | De Schalm            | 52° 3' 1" NB, 5° 32' 32" OL  | 528616 | Meer afbeeldingen                                                        |
| Kazemat GL144 op de Juffersdijk                                            | Kazemat                   | 1939-1940                          |                                                         | Emminkhuizerlaan     | 52° 3' 8" NB, 5° 32' 13" OL  | 528617 | Meer afbeeldingen                                                        |
| Kazemat GL139 op de Linie van Juffrouwwijk                                 | Kazemat                   | 1939-1940                          |                                                         | De Schalm            | 52° 3' 2" NB, 5° 32' 28" OL  | 528618 | Meer afbeeldingen                                                        |
| Kazemat GL137 op de Linie van Juffrouwwijk                                 | Kazemat                   | 1939-1940                          |                                                         | De Schalm            | 52° 2' 58" NB, 5° 32' 35" OL | 528619 | Meer afbeeldingen                                                        |
| Kazemat R001-P Duitse Pantherstellung op de Linie van Juffrouwwijk         | Kazemat                   | 1944                               |                                                         | De Schalm            | 52° 2' 58" NB, 5° 32' 34" OL | 528620 | Meer afbeeldingen                                                        |
| Schotbalkloods                                                             | Militaire opslagplaats    | 1652-1653                          |                                                         | Arnhemseweg          | 52° 3' 32" NB, 5° 33' 34" OL | 531282 | Schotbalkloods                                                           |
| Schotbalkloods                                                             | Militaire opslagplaats    | 1652-1653                          |                                                         | Arnhemseweg          | 52° 3' 32" NB, 5° 33' 34" OL | 531283 | Schotbalkloods                                                           |
| Fort aan de Buursteeg, gedeelte ten noorden van de spoorlijn               | Fort, vesting en -onderdl | 1786                               |                                                         | De Schalm            | 52° 3' 1" NB, 5° 33' 27" OL  | 531398 | Meer afbeeldingen                                                        |
| Twee verdedigingswerken ten noorden van het huidige Werk aan de Daatselaar | Fort, vesting en -onderdl | 1766                               |                                                         | Daatselaarseweg      | 52° 5' 15" NB, 5° 33' 11" OL | 532015 | Upload foto                                                              |

Amersfoort ·
Baarn ·
Bunnik ·
Bunschoten ·
De Bilt ·
De Ronde Venen ·
Eemnes ·
Houten ·
IJsselstein ·
Leusden ·
Lopik ·
Montfoort ·
Nieuwegein ·
Oudewater ·
Renswoude ·
Rhenen ·
Soest ·
Stichtse Vecht ·
Utrecht ·
Utrechtse Heuvelrug ·
Veenendaal ·
Vijfheerenlanden ·
Wijk bij Duurstede ·
Woerden ·
Woudenberg ·
Zeist